# Dumoulin-Inseln (Antarktika)
Die Dumoulin-Inseln sind eine kleine Gruppe felsiger Inseln vor der Küste des ostantarktischen Adélielandes. Sie liegen 4 km nördlich der Astrolabe-Gletscherzunge und gehören zum Géologie-Archipel. Zu ihnen gehören unter anderem die Derby-Insel und die Pasteur-Insel sowie als nördlichste Insel der Rocher du Débarquement.
Teilnehmer der Dritten Französischen Antarktisexpedition (1837–1840) unter der Leitung des Polarforschers Jules Dumont d’Urville landeten hier im Januar 1840 an, um geologisches Material einzusammeln. Bei der Australasiatischen Antarktisexpedition (1911–1914) unter der Leitung des australischen Polarforschers Douglas Mawson erfolgte eine grobe Kartierung. Mawson benannte die Insel nach d’Urvilles Magnetologen Clément Adrien Vincendon-Dumoulin (1811–1858), der hier Messungen zum Erdmagnetfeld durchgeführt hatte. Luftaufnahmen entstanden bei der US-amerikanischen Operation Highjump (1946–1947). Französische Wissenschaftler nahmen bei einer von 1949 bis 1951 dauernden Forschungsfahrt eine neuerliche Kartierung vor.